# Abactochromis labrosus
Abactochromis là một loài cá thuộc họ Cichlidae. Abactochromis labrosus được tìm thấy ở Malawi, Mozambique, và Tanzania. Môi trường sống tự nhiên của nó là hồ Malawi nước ngọt. Tiêu bản lớn nhất dài 222 mm.